# Marc el Mag
Marc el Mag (segle ii) fou un gnòstic de l'escola anatòlica o oriental de la denominada secta valentiniana, una de les formes que adoptà el docetisme. Jeroni el fa originari d'Egipte, i Isidor de Sevilla l'esmenta com natural de Memfis.
La principal font per conèixer les seves idees és l'Adversus haereses d'Ireneu de Lió, qui l'acusa de valer-se dels seus coneixements (per exemple filtres afrodisíacs) per seduir a les dones. Marc es valia de pràctiques cabalístiques, utilitzava la guematria i es recolzava també en l'astrologia. Practicava tota classe de tècniques màgiques amb les quals simulava miracles, i va convèncer moltes persones. Ireneu també deia que era un profeta capaç de transmetre als altres el carisma profètic.
Segons Ireneu, Marc era deixeble de Mani i mestre de l'heresiarca Priscil·lià. Va ensenyar a la província romana d'Àsia, i els seus deixebles per la vall del Roine, lloc on els va trobar Ireneu, qui els compara les arts de Marc amb les del metge Anaxilau, i diu que és un precursor de l'anticrist. L'anomena mag perquè manipulava l'aigua i el vi de la consagració eucarística i obtenia colors vermells i púrpures (com la sang), i semblava que la gràcia vessava la seva sang al calze. Ireneu també diu que a dins de Marc hi vivia un dimoni que el feia profetitzar i també a les seves seguidores, anomenades marcosianes (grec antic: Μαρκώσιαι, llatí: Marcosiae). S'ha discutit si les afirmacions d'Ireneu són certes o no, però els papirs màgics confirmen les relacions del gnosticisme amb les pràctiques màgiques.
D'altra banda, Epifani de Salamina diu que els deixebles de Marc es basaven en la doctrina dels eons, defensada pels gnòstics, i també que distingien entre el Déu suprem i el Creador, i negaven la realitat de l'encarnació de Crist i la resurrecció del cos. Aquest discurs sembla que acosta Marc a l'escola valentiniana oriental.